# Splid
Splid è il quarto album in studio del gruppo musicale norvegese Kvelertak, pubblicato nel 2020.

## Tracce
1. Rogaland – 5:23
2. Crack of Doom (featuring Troy Sanders) – 3:54
3. Necrosoft – 3:00
4. Discord (featuring Nate Newton) – 4:14
5. Bråtebrann – 6:59
6. Uglas Hegemoni – 3:33
7. Fanden ta Dette Hull! – 7:51
8. Tevling – 4:08
9. Stevnemøte Med Satan – 4:29
10. Delirium Tremens – 8:11
11. Ved Bredden av Nihil – 6:31

## Formazione
Kvelertak
- Vidar Landa – chitarra, voce
- Bjarte Lund Rolland – chitarra, piano, voce
- Marvin Nygaard – basso, percussioni, voce
- Maciek Ofstad – chitarra, voce
- Ivar Nikolaisen – voce
- Håvard Takle Ohr – batteria

Ospiti
- Troy Sanders – voce in Crack of Doom
- Nate Newton – voce in Discord